# Baby Queen
«Baby Queen» és una cançó de la banda virtual de rock alternatiu Gorillaz. Es va publicar oficialment el 4 de novembre de 2022 com a tercer senzill de l'àlbum Cracker Island, però es va publicar prèviament el 30 de setembre en ser inclosa en el videojoc FIFA 23.
Damon Albarn es va inspirar en un somni que va tenir en un concert que va fer amb Blur durant el 1997 en el qual va assistir la princesa Siribha Chudabhorn de Tailàndia, llavors amb catorze anys. Durant el concert, la princesa va abandonar el tron en el qual estava asseguda per barrejar-se amb la resta del públic per cantar i ballar.

## Llista de cançons
| Núm.          | Títol         | Durada |
| ------------- | ------------- | ------ |
| 1.            | «Baby Queen»  | 3:40   |
| Durada total: | Durada total: | 3:40   |

## Crèdits
Gorillaz
- Damon Albarn – cantant, sintetitzadors

Músics addicionals
- Greg Kurstin – teclats, sintetitzadors, bateria, percussió, baix, guitarra elèctrica, piano, vibràfon, enginyeria
- Samuel Egglenton – enginyeria
- Julian Burg – enginyeria
- Matt Tuggle – enginyeria
- Henri Davies – enginyeria
- Mark "Spike" Stent – mescles
- Matt Wolach – assistència mescles
- Randy Merrill – masterització